# Tretjakovska galerija
Državna Tretjakovska galerija (rusko Государственная Третьяковская галерея, Gosudarstvennaja Tret'jâkovskaja galereja; skrajšano ГТГ, GTG) je umetnostna galerija v Moskvi v Rusiji, ki velja za najpomembnejši depozitar ruske likovne umetnosti na svetu.
Zgodovina galerije se začne leta 1856, ko je moskovski trgovec Pavel Mihajlovič Tretjakov pridobil dela takratnih ruskih umetnikov z namenom ustvariti zbirko, ki bi kasneje lahko prerasla v muzej nacionalne umetnosti. Leta 1892 je Tretjakov ruskemu narodu predstavil svojo že znano zbirko približno 2000 del (1362 slik, 526 risb in 9 kipov). Muzej je leta 2020 zaradi pandemije COVID-19 pritegnil 894.374 obiskovalcev (68 odstotkov manj kot leta 2019). Leta 2020 je bil 13. na seznamu najbolj obiskanih umetniških muzejev na svetu.
Fasado galerijske stavbe je oblikoval slikar Viktor Vasnecov v svojevrstnem rusko pravljičnem slogu. Zgrajena je bila v letih 1902–04 južno od Moskovskega kremlja. V 20. stoletju se je galerija razširila na več sosednjih stavb, vključno s cerkvijo sv. Nikolaja v Tolmačiju iz 17. stoletja.
Zbirka vsebuje več kot 130.000 eksponatov, kot je Vladimirska mati Božja in Sveta Trojica Andreja Rubljova do monumentalne Kompozicije VII Vasilija Kandinskega in Črnega kvadrata Kazimirja Maleviča.
Leta 1977 je Galerija hranila pomemben del zbirke Georgea Costakisa.
Maja 2012 je Tretjakovska galerija gostila prestižno svetovno šahovsko prvenstvo FIDE med  Višvanatanom Anandom in Borisom Gelfandom, saj so organizatorji menili, da bo dogodek promoviral tako šah kot umetnost hkrati.

## Zgodovina
Pavel Tretjakov je začel zbirati umetnine sredi leta 1850. Za leto ustanovitve Tretjakovske galerije štejemo leto 1856, ko je Tretjakov kupil dve sliki ruskih umetnikov: Skušnjava Nikolaja Šilderja in Spopad s finskimi tihotapci Vasilija Hudjakova, čeprav že prej, l. 1854–1855 je kupil 11 risb in devet slik nizozemskih starih mojstrov. Leta 1867 je bila odprta Moskovska mestna galerija Pavla in Sergeja Tretjakova. Zbirko galerije je sestavljalo 1276 slik, 471 kipov in 10 risb ruskih umetnikov ter 84 slik tujih mojstrov.
Avgusta 1892 je Tretjakov podaril svojo umetniško galerijo mestu Moskvi kot darilo. V zbirki je bilo takrat 1287 slik in 518 grafičnih del ruske šole, 75 slik in osem risb evropskih šol, 15 kipov in zbirka ikon. Uradno odprtje muzeja, imenovanega Moskovska mestna galerija Pavla in Sergeja Tretjakova, je potekalo 15. avgusta 1893.
Galerija je bila v dvorcu, ki ga je družina Tretjakov kupila leta 1851. Ko je zbirka umetnosti Tretjakov rasla, se je stanovanjski del dvorca napolnil z umetnostjo, zato je bilo treba dvorec dozidati, da bi shranili in razstavili umetniška dela. Dodatki so bili narejeni v letih 1873, 1882, 1885, 1892 in 1902–1904, ko je bila znamenita fasada, ki jo je v letih 1900–1903 zasnoval arhitekt V. Baškirov po risbah umetnika Viktorja Vasnecova. Izgradnjo fasade je vodil arhitekt A. M. Kalmikov.
V začetku leta 1913 je moskovska mestna duma Igorja Grabarja izvolila za skrbnika Tretjakovske galerije.
3. junija 1918 je bila Tretjakovska galerija razglašena za last Ruske federativne sovjetske republike in se preimenovala v Državna Tretjakovska galerija. Za direktorja muzeja je bil ponovno imenovan Igor Grabar. Z Grabarjevo aktivno udeležbo je istega leta nastal Državni muzejski fond, ki je do leta 1927 ostal eden najpomembnejših virov dopolnjevanja galerijske zbirke.
Leta 1926 je direktor galerije postal arhitekt in akademik Aleksej Ščusev. Naslednje leto je galerija pridobila sosednjo hišo na Mali Tolmačevski ulici (hiša je bila nekdanji dom trgovca Sokolikova). Po preureditvi leta 1928 je bila v njem galerijska uprava, strokovni oddelki, knjižnica, rokopisni oddelek ter skladi in grafika. V letih 1985–1994 je bila po načrtih arhitekta A. L. Bernsteina zgrajena upravna stavba z dvema nadstropjema in višino, ki je enaka razstavnim dvoranam.
Leta 1928 so galerijo temeljito prenovili z ogrevanjem in prezračevanjem. Leta 1929 so napeljali elektriko.
Leta 1929 je bila cerkev sv. Nikolaja v Tolmačih zaprta, leta 1932 pa je bila stavba predana galeriji in je postala skladišče za slike in kipe. Kasneje so cerkev povezali z razstavnimi dvoranami in zgradili zgornje nadstropje, ki je bilo posebej zasnovano za razstavo slike Aleksandra Andrejeviča Ivanova, Prikaz Kristusa pred ljudmi (1837–1857). Med prostori na obeh straneh glavnega stopnišča je bil zgrajen prehodni prostor. To je zagotovilo kontinuiteto pogleda na izpostavo. Galerija je začela razvijati nov koncept postavitve eksponatov.
Leta 1936 je bila zgrajena nova dvonadstropna stavba na severni strani glavne stavbe - znana je kot stavba Šusevski. Te dvorane so bile najprej uporabljene za razstave, od leta 1940 pa so vključene v glavno pot izpostave.
Od prvih dni prve svetovne vojne je osebje galerije začelo razstavljati razstavo, pa tudi tiste iz drugih muzejev v Moskvi, v pripravah na evakuacijo med vojno. Slike so bile zvite na lesenih drogovih, prekrite s svilenim papirjem, dane v škatle in obložene z vodoodpornim materialom. Sredi poletja 1941 je vlak s 17 vagoni odpotoval iz Moskve in pripeljal zbirko v Novosibirsk. Galerija je bila v Moskvi ponovno odprta šele 17. maja 1945, po koncu vojne.
Leta 1956 je bila v čast 100. obletnice Tretjakovske galerije dokončana dvorana Aleksandra Ivanova.
Od leta 1980 do 1992 je bil direktor Tretjakovske galerije Ј. K. Korolјоv. Zaradi povečanega števila obiskovalcev se je Korolјоv aktivno ukvarjal s širitvijo območja razstave. Leta 1983 so se začela gradbena dela za razširitev galerije. Leta 1985 je bil odprt Depozitorij, skladišče umetnin in restavratorskih delavnic. Leta 1986 se je začela prenova glavne stavbe Tretjakovske galerije. Za izvedbo tega projekta so bili angažirani arhitekti I. M. Vinogradski, G. V. Astafev, B. A. Klimov in drugi. Leta 1989 je bila na južni strani glavne stavbe zasnovana in zgrajena nova stavba, v kateri so konferenčna dvorana, računalniško-informacijski center, otroški atelje in razstavne dvorane. Stavba je bila imenovana Inženirski korpus, ker so bili v njej inženirski sistemi in storitve.
Od leta 1986 do 1995 je bila Tretjakovska galerija v Lavrušinski ulici zaprta za obiskovalce zaradi velike prenove stavbe. Takrat je bil edini muzej v razstavišču tega desetletja stavba na Krimskem dolu 10, ki je bila leta 1985 združena s Tretjakovo galerijo.

## Galerija moderne umetnosti
Leta 1985 je bila Tretjakovska galerija administrativno združena z galerijo sodobne umetnosti, ki je bila v Centralni hiši umetnikov, veliki modernistični stavbi ob Vrtnem obroču, neposredno južno od Krimskega mostu. Na ozemlju te podružnice muzeja je zbirka kipov socialističnega realizma, vključno z znamenitostmi, kot je ikonični kip Železni Feliks Jevgenija Vučetiča (ki so ga leta 1991 odstranili s trga Lubjanka), skulptura Meči v lemežih, ki predstavlja golega delavca, ki kuje plug iz meča in spomenik Mlada Rusija. V bližini je 86 metrov visok kip Petra Velikega, Zuraba Ceretelija, eden najvišjih kipov na prostem na svetu.
V bližini galerije moderne umetnosti je vrt kipov, imenovan »pokopališče padlih spomenikov«, ki prikazuje kipe nekdanje Sovjetske zveze, ki so bili prestavljeni.
Obstajajo načrti za rušenje galerije, zgrajene v slogu poznega sovjetskega modernizma, čeprav je javno mnenje ostro proti temu.

## Galerija
- Ustjuško oznanjenje (ok. 1120–1130)
- Vladimirska mati Božja (ok. 1130)
- Andrej Rubljov, Sveta Trojica (1411 ali 1423–1425)
- Dionizij, Hodegetrija iz Smolenska (ok. 1500)
- Atanazij Moskovski, Blagoslovljena bodi gostiteljica nebeškega kralja (1552)
- Ivan Nikitin, Portret kanclerja Gavriila Golovkina (ok. 1720)
- Georg Christoph Grooth, Ruska cesarica Elizabeta na konju, navzoč paž (1743)
- André-Jean Lebrun, Doprsni kip Kirila Rozumovskega (1766)
- Anton Losenko, Slovo Hektorja in Andromahe, (1773)
- Ivan Akimov, Herkulov sežig na grmadi v navzočnosti svojega prijatelja Filokteta, (1782)
- Dmitrij Levicki, Katarina Velika v templju pravice (1783)
- Vladimir Borovikovski, Portret Marije Lopuhine (1797)
- Orest Kiprenski, Portret Aleksandra Puškina (1823)
- Karl Brjullov, Konjenica (1832)
- Aleksander Ivanov, Prikaz Kristusa pred ljudstvom (1837–1857)
- Alexei Savrasov, Vrane so se vrnile (1871)
- Vasilij Vereščagin, Apoteoza vojne (1871)
- Ivan Kramski, Kristus v puščavi (1872)
- Ilja Repin, Verska procesija v provinci Kursk (1880–1883)
- Vasilij Surikov, Jutro Strelkijeve usmrtitve (1881)
- Ivan Kramskoi, Portret neznane ženske (1883)
- Valentin Serov, Dekle z breskvami (1887)
- Ivan Šiškin in Konstantin Savicki, Jutro v borovem gozdu (1889)
- Nikolai Ge, Quid Est Veritas? Kristus in Pilat (1890)
- Mihail Vrubel, Sedeči demon (1890)
- Viktor Vasnecov, Bogatirji (1898) (1898)
- Filip Maljavin, Vrtinec (1906)
- Mihail Nesterov, V Rus. Duša ljudi (1916)